# Сокол (стадион, Стрый)
«Со́кол» — футбольный и легкоатлетический стадион в городе Стрый Львовской области, главная спортивная арена города и один из лучших стадионов области. На нем проводит свои домашние матчи футбольный клуб второй лиги «Скала». Также на стадионе расположен один из лучших в Европе кордодромов.

## История и архитектурные особенности
Стадион «Сокол» был построен в 1920-х годах, когда город входил в состав Польши. Спортивное сооружение несколько раз реконструировали, сначала в 1954 году, затем в 1990 году и последний раз в 2005 году. После реконструкции стадион соответствует всем требованиям первой лиги чемпионата Украины по футболу. Стадион оснащен дренажной системой поля, имеет современное электронное табло. На главной трибуне находится ложа для почетных гостей и комментаторские кабины, в подтрибунных помещениях расположены оборудованные в соответствии с требованиями ФФУ раздевалки и душевые для футболистов и арбитров.
Стадион «Сокол» имеет две трибуны с сидячими местами общей вместимостью 7000 мест и 3000 стоячих мест за воротами. Главная трибуна полностью крытая и оборудована пластиковыми сиденьями, на противоположной трибуне размещены деревянные скамейки. Стадион также оборудован тартановыми беговыми дорожками для проведения соревнований по легкой атлетике.
Стадион предполагалось использовать как тренировочный к Евро-2012, но он не вошел в официальный окончательный список тренировочных баз.

## Матчи
Сейчас на стадионе выступает клуб второй лиги «Скала». До распада в 2006 году на стадионе выступала стрыйская «Газовик-Скала» в первой и второй лигах, после восстановления клуба в 2007 году и до его распада в 2009 году команда здесь проводила матчи в любительских соревнованиях.
18 марта 2006 года на стадионе «Сокол» сыграли матч первой лиги львовские « Карпаты», поскольку стадион «Украина» готовился к матчу Кубка Украины против киевского «Динамо», а тренеры «Карпат» решили поберечь игроков от игры на тяжелом поле стадиона. Также на стадионе неоднократно проводил матчи дублирующий состав «Карпат» и «Карпаты-2», а также моршинский «Медик» во времена выступлений в любительской лиге.
Рекорд посещаемости — 17000 зрителей на матче между «Скалой» и киевским «Динамо», который состоялся 14 марта 1992 года в рамках розыгрыша Кубка Украины.

## Кордодром
На стадионе «Сокол» расположен кордодром, предназначен для проведения соревнований по автомодельному спорту. Стрыйский кордодром был построен в 2006 году и считается одним из лучших в Европе. На нем регулярно проводятся чемпионаты Украины и этапы Кубка мира, а с 29 июля по 3 августа 2008 года на стадионе прошел 57-й чемпионат Европы по автомодельному спорту, который впервые принимала Украина.